# Susan Wittig Albert

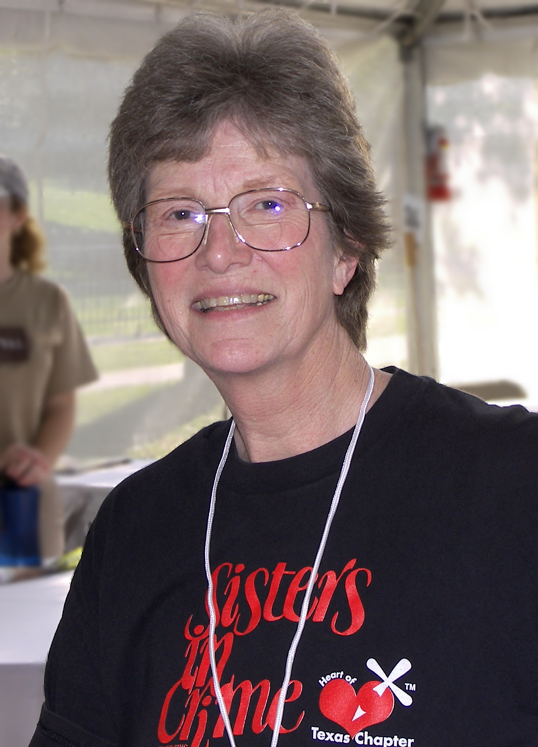
Susan Wittig Albert (2007)

Susan Wittig Albert (* 2. Januar 1940 in Maywood im US-Bundesstaat Illinois) ist eine US-amerikanische Schriftstellerin, insbesondere bekannt als Autorin von über 100 Krimis und Mystery-Romanen. Sie hat auch unter den Pseudonymen Carolyn Keene und Robin Paige veröffentlicht.

## Leben
Susan Wittig Albert ist als Susan Webber in Danville (Illinois) aufgewachsen und besuchte die dortige High School. Dann studierte sie Anglistik an der University of Illinois at Urbana-Champaign und promovierte 1972 an der University of California, Berkeley. Von 1972 bis 1987 lehrte sie an verschiedenen Universitäten. Seither arbeitet sie als freie Schriftstellerin.
Sie ist Mutter von drei Söhnen aus erster Ehe. 1986 heiratete sie ihren zweiten Mann, den Schriftsteller William („Bill“) Albert. Sie leben auf einer Farm im Texas Hill Country.

## Werke (auf Deutsch)
- Der Duft des Todes. Droemer Knaur, München 1994, ISBN 3-426-67018-6
- Hexengeflüster. Droemer Knaur, München 1995, ISBN 3-426-67019-4
- Kopf in der Schlinge. Droemer Knaur, München 1998, ISBN 3-426-67112-3
- Gegen Mord ist kein Kraut gewachsen. Droemer Knaur, München 1998, ISBN 3-426-67124-7